# Amastus morosus
Amastus morosus är en fjärilsart som beskrevs av De Toulgoët 1984. Amastus morosus ingår i släktet Amastus och familjen björnspinnare. Inga underarter finns listade i Catalogue of Life.